# يو يونغ
يو يونغ (مواليد 27 مايو 2004) هي لاعبة تزلج فني على الجليد كورية جنوبية، فازت بالميدالية الذهبية في أولمبياد الشباب 2020. حازت على الميدالية الفضية في بطولة القارات الأربع لعام ٢٠٢٠، وأربع ميداليات برونزية في الجائزة الكبرى، وأربع ميداليات في سلسلة تشالنجر، وخمس بطولات وطنية لكوريا الجنوبية (٢٠١٦، ٢٠١٨، ٢٠١٩، ٢٠٢٠، ٢٠٢٢).